# Алчевская, Христина Даниловна
Христи́на Дани́ловна Алче́вская (урождённая — Журавлёва; 4 [16] апреля 1841, Борзна, Черниговская губерния, Российская империя — 15 марта 1920, Харьков, УССР) — российский и украинский общественный деятель, педагог и просветитель. Супруга предпринимателя и мецената А. К. Алчевского, тёща академика архитектуры Алексея Бекетова, внучка генерал-лейтенанта Николая Вуича.

## Биография

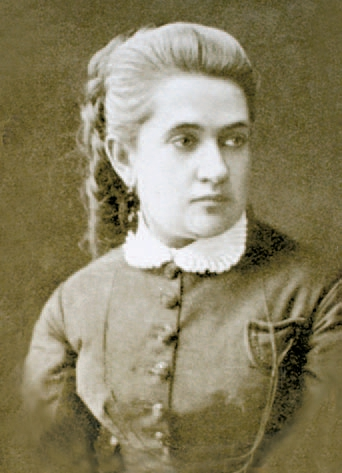
Христина Алчевская

Родилась в семье уездного учителя русской словесности Данилы Яковлевича Журавлёва (1809—?) от брака с русской дворянкой Аннет Николаевной Вуич (1809—1857), решившейся на мезальянс по любви. От брака с Журавлёвым Аннет Вуич родила дочь Христину и двоих сыновей — Михаила и Леонтия. По материнской линии Христина Алчевская имела сербские и румынские корни, она приходилась внучкой генерал-лейтенанту Русской императорской армии Николаю Вуичу, участнику Отечественной войны 1812 года. Мать Алчевской Аннет Николаевна Вуич получила блестящее образование в Смольном институте благородных девиц в Санкт-Петербурге и всячески поддерживала мужа на педагогическом поприще, чем повлияла на свою дочь Христину.
Христина Алчевская известна своей неутомимой деятельностью на пользу народного образования, с 1860-х годов стояла во главе первой частной харьковской воскресной школы, в которой по её инициативе была введена система педагогических советов и педагогических дневников учащихся. К 1892—1893 количество учениц в школе возросло до 600—700. На основе принципов работы харьковской воскресной школы и рекомендаций Алчевской были открыты школы в Санкт-Петербурге, Тифлисе, Челябинске, Одессе и других городах.
Под началом Алчевской и при её деятельном участии был издан критический библиографический указатель книг для народного и детского чтения: «Что читать народу?» (в трёх томах, 1888—1906), заключающий в себе ряд рецензий на народные книги и отзывы о них самих читателей из простонародья. Ей принадлежат произведения: «Огородник», рассказ («Детское Чтение», 1870), «История открытия школы в деревне Алексеевке» («Южный Край», 1881), «Драматические произведения, как они понимаются народом» («Северный Вестник», 1887) и др. Алчевская также печаталась в журналах «Русское богатство», «Русская мысль», «Русская школа» и в других.
Алчевская создала собственную методику обучения взрослых грамоте.

## Народная школа в Алексеевке
В 1887 году в село Алексеевка Екатеринославской губернии для работы в народной школе Алчевской приехали молодые супруги Гринченко: Борис Дмитриевич и Мария Николаевна. Среди выпускников школы в Алексеевке был деятель украинского национализма Николай Михновский, оказавший влияние на становление юной дочери Алчевских, поэтессы Христины Алексеевны, питавшей к Михновскому чувства.

## Семья
Дети:
- Дмитрий (1865—1920) — учёный-естествоиспытатель, предприниматель, выпускник физико-математического факультета Харьковского Императорского университета, участник Гражданской войны на стороне Белого Юга, расстрелян ВЧК Южного и Юго-Западного фронтов в Крыму, вероятно, в Багреевке[8].
- Григорий (1866—1920) — популярный композитор и камерный певец, ученик С. И. Танеева[8].
- Анна (1868—1931) — жена архитектора А. Н. Бекетова.
- Николай (1872—1942) — театральный критик, автор первого советского «Рабоче-крестьянского букваря»[9] для взрослых.
- Иван (1876—1917) — артист (певец)[8], «король теноров», солист Мариинского оперного театра.
- Христина (1882—1931) — поэтесса, переводчик и педагог[8].